# La Vengeance du Sarrasin
Pour plus de détails, voir Fiche technique et Distribution.
La Vengeance du Sarrasin (titre original : La scimitarra del saraceno) est un film franco-italien réalisé par Piero Pierotti, sorti en 1959. 

## Synopsis
Le Capitaine Diego est arrêté par le gouverneur de Rhodes en raison de ses dettes et de ses conquêtes féminines, au moment où celui-ci apprend qu'un navire de sa flotte a été attaqué et coulé par Dragut le pirate qui y a saisi un message important et capturé Bianca sa fille. Diego propose d'échanger sa liberté contre le parchemin et d'essayer de libérer Bianca.

## Fiche technique
- Titre : La Vengeance du Sarrasin
- Titre original : La scimitarra del saraceno
- Réalisation : Piero Pierotti
- Assistant réalisateur	: Gianfranco Baldanello
- Scénario : Luciano Martino, Piero Pierotti, et Bruno Rasia
- Photographie : Augusto Tiezzi
- Montage : Iolanda Benvenuti
- Musique de : Michele Cozzoli
- Son :	Jacques Orth et Claude Guerin
- Décors : Alfredo Montori
- Costumes : Gian Carlo Bartolini Salimbeni
- Séquences navales	: Walter Bertolazzi
- Directeur de production : Fortunato Misiano
- Sociétés de production : Romana film (Rome) et Société Nouvelle de Cinématographie (Paris)
- Sociétés de distribution : Société Nouvelle de Cinématographie (France)
- Pays de production :  Italie |  France
- Version française[1]: Studio Kleber
- Format : Couleur (Ferraniacolor) et Totalscope
- Genre : Film d'aventure, Film historique
- Durée : 102 minutes
- Dates de sortie :
  - Italie : 22 décembre 1959
  - France : 29 juillet 1960

## Distribution
- Lex Barker  (VF : Jacques Deschamps) :	Dragut
- Chelo Alonso  (VF : Jacqueline Ferriere) : Miriam
- Massimo Serato  (VF : Andre Falcon) : Diego
- Graziella Granata  (VF : Francoise Fechter) : Bianca
- Daniele Vargas  (VF : Marcel Rainé) : Gamal
- Enzo Maggio  (VF : Georges Riquier) : Candella
- Michele Malaspina  (VF : Roger Tréville) : gouverneur de Rhodes
- Anna Arena  (VF : Lita Recio)  : Zaira
- Bruno Corelli  (VF : René Blancard) : Selim
- Luigi Tosi  (VF : Jacques Harden) : Francisco, le peintre catalan
- Franco Fantasia : Le capitaine Furlan
- Gianni Rizzo (VF : Jean Berton) : Nicopoulos
- Amedeo Trilli : Chu lin
- Franco Jamonte : Un joueur dans la taverne
- Ubaldo Lay  (VF : Jean-Pierre Duclos) : le Tripolitain
- Nino Musco : Le cuisinier sur le bateau
- Renato Navarrini : Omar (vf: Hamed)
- Clara Bindi : Une prostituée dans la taverne
- Erminio Spalla : Malik
- Francesco Cerulli : Le prisonnier venisien
- Mario Brega : Un homme de Dragut
- Gino Marturano : Gabbiele le manchot
- Giulio Battiferri : Un ivrogne
- Ignazio Balsamo  (VF : Henri Djanik) : Un homme de Dragut
- Fedele Gentile : Le second du Tripolitain
- Andrea Fantasia
- Giovanni Vari : Un homme de Dragut barbu
- Gino Scotti (VF : Pierre Leproux) : Bosco
- Alberto Cinquini : Le médecin
- Paolo Fiorino  (VF : Jean-Pierre Marielle) : Le commandant
- Takis Kavuras : Le serviteur de Selim